# Tour de Noruega 2018
La 8.ª edición del Tour de Noruega (oficialmente: Tour of Norway) se celebró en Noruega entre el 16 y el 20 de mayo de 2018 con inicio en la ciudad de Svelvik y final en la ciudad de Lillehammer. El recorrido consistió de un total de 5 etapas sobre una distancia total de 902,4 km.
La prueba forma parte del UCI Europe Tour 2018 dentro de la categoría 2.HC (máxima categoría de estos circuitos) y fue ganada por el ciclista español Eduard Prades del equipo Euskadi Basque Country-Murias. El podio lo completaron el ciclista danés Alexander Kamp del equipo Virtu y el ciclista noruego Edvald Boasson Hagen del equipo Dimension Data.

## Equipos participantes
Tomaron parte en la carrera 20 equipos: 3 de categoría UCI WorldTeam; 12 de categoría Profesional Continental; y 5 de categoría Continental. Formando así un pelotón de 120 ciclistas de los que terminaron 73. Los equipos participantes fueron:
| WorldTeams (3)- Dimension Data - Lotto NL-Jumbo - Sky Equipos continentales profesionales (12)- Bardiani CSF - Caja Rural-Seguros RGA - CCC Sprandi Polkowice - Delko-Marseille Provence-KTM - Euskadi Basque Country-Murias - Gazprom-RusVelo - Israel Cycling Academy - Roompot-Nederlandse Loterij - Sport Vlaanderen-Baloise - Wanty-Groupe Gobert - Aqua Blue Sport - WB-Aqua Protect-Veranclassic Equipos continentales (5)- Uno-X Norwegian Development - Team Joker Icopal - Coop - Virtu Cycling - Tarteletto-Isorex |
| |

## Recorrido
El Tour de Noruega dispuso de cinco etapas para un recorrido total de 902,4 km.
| Etapa     | Fecha     | Recorrido                | type            | Distancia (km) | Ganador              | Líder             |
| --------- | --------- | ------------------------ | --------------- | -------------- | -------------------- | ----------------- |
| 1.ª etapa | 16 de may | Svelvik – Horten         | etapa llana     | 186            | Dylan Groenewegen    | Dylan Groenewegen |
| 2.ª etapa | 17 de may | Hønefoss – Asker         | etapa escarpada | 146,6          | Edvald Boasson Hagen | Sondre Enger      |
| 3.ª etapa | 18 de may | Moss – Sarpsborg         | etapa llana     | 176            | Dylan Groenewegen    | Dylan Groenewegen |
| 4.ª etapa | 19 de may | Kongsvinger – Brumunddal | etapa escarpada | 218            | Dylan Groenewegen    | Dylan Groenewegen |
| 5.ª etapa | 20 de may | Moelv – Lillehammer      | etapa escarpada | 154            | Alexander Kamp       | Eduard Prades     |

## Desarrollo de la carrera

### 1.ª etapa
| Svelvik - Horten | etapa llana | (186 km) |

| \| Clasificación de la etapa \| Clasificación de la etapa \| Clasificación de la etapa \| Clasificación de la etapa \| Clasificación de la etapa \| \| Ciclista \| Ciclista \| Equipo \| Tiempo \| \| \| ------------------------- \| ------------------------- \| ---------------------------- \| ------------------------- \| ------------------------- \| \| 1.º \| Dylan Groenewegen \| LottoNL-Jumbo \| 4 h 33 min 54 s \| \| \| 2.º \| Sondre Enger \| Israel Cycling Academy \| + 0 s \| \| \| 3.º \| Jon Aberasturi \| Euskadi-Murias \| + 0 s \| \| \| 4.º \| Pieter Vanspeybrouck \| Wanty-Groupe Gobert \| + 0 s \| \| \| 5.º \| Trond Trondsen \| Team Coop \| + 0 s \| \| \| 6.º \| Kevin Deltombe \| Sport Vlaanderen-Baloise \| + 0 s \| \| \| 7.º \| Jeroen Meijers \| Roompot-Nederlandse Loterij \| + 0 s \| \| \| 8.º \| Alan Banaszek \| CCC Sprandi Polkowice \| + 0 s \| \| \| 9.º \| Evaldas Šiškevicius \| Delko-Marseille Provence-KTM \| + 0 s \| \| \| 10.º \| Kristoffer Halvorsen \| Team Sky \| + 0 s \| \| |                      |                              |                 |
| |                      |                              |                 |
| Fuente: ProCyclingStats |                      |                              |                 |
| Clasificación de la etapa |                      |                              |                 |
| Ciclista | Ciclista             | Equipo                       | Tiempo          |
| 1.º | Dylan Groenewegen    | LottoNL-Jumbo                | 4 h 33 min 54 s |
| 2.º | Sondre Enger         | Israel Cycling Academy       | + 0 s           |
| 3.º | Jon Aberasturi       | Euskadi-Murias               | + 0 s           |
| 4.º | Pieter Vanspeybrouck | Wanty-Groupe Gobert          | + 0 s           |
| 5.º | Trond Trondsen       | Team Coop                    | + 0 s           |
| 6.º | Kevin Deltombe       | Sport Vlaanderen-Baloise     | + 0 s           |
| 7.º | Jeroen Meijers       | Roompot-Nederlandse Loterij  | + 0 s           |
| 8.º | Alan Banaszek        | CCC Sprandi Polkowice        | + 0 s           |
| 9.º | Evaldas Šiškevicius  | Delko-Marseille Provence-KTM | + 0 s           |
| 10.º | Kristoffer Halvorsen | Team Sky                     | + 0 s           |

| \| Clasificación general \| Clasificación general \| Clasificación general \| Clasificación general \| Clasificación general \| \| Ciclista \| Ciclista \| Equipo \| Tiempo \| \| \| --------------------- \| --------------------- \| --------------------------- \| --------------------- \| --------------------- \| \| 1.º \| Dylan Groenewegen \| LottoNL-Jumbo \| 4 h 33 min 44 s \| \| \| 2.º \| Sondre Enger \| Israel Cycling Academy \| + 4 s \| \| \| 3.º \| Erik Nordsæter Resell \| Uno-X Norwegian Development \| + 4 s \| \| \| 4.º \| Jon Aberasturi \| Euskadi-Murias \| + 6 s \| \| \| 5.º \| Andreas Vangstad \| Joker Icopal \| + 7 s \| \| \| 6.º \| Øivind Lukkedal \| Team Coop \| + 8 s \| \| \| 7.º \| Audun Fløtten \| Virtu Cycling \| + 9 s \| \| \| 8.º \| Pieter Vanspeybrouck \| Wanty-Groupe Gobert \| + 10 s \| \| \| 9.º \| Trond Trondsen \| Team Coop \| + 10 s \| \| \| 10.º \| Kevin Deltombe \| Sport Vlaanderen-Baloise \| + 10 s \| \| |                       |                             |                 |
| |                       |                             |                 |
| Fuente: ProCyclingStats |                       |                             |                 |
| Clasificación general |                       |                             |                 |
| Ciclista | Ciclista              | Equipo                      | Tiempo          |
| 1.º | Dylan Groenewegen     | LottoNL-Jumbo               | 4 h 33 min 44 s |
| 2.º | Sondre Enger          | Israel Cycling Academy      | + 4 s           |
| 3.º | Erik Nordsæter Resell | Uno-X Norwegian Development | + 4 s           |
| 4.º | Jon Aberasturi        | Euskadi-Murias              | + 6 s           |
| 5.º | Andreas Vangstad      | Joker Icopal                | + 7 s           |
| 6.º | Øivind Lukkedal       | Team Coop                   | + 8 s           |
| 7.º | Audun Fløtten         | Virtu Cycling               | + 9 s           |
| 8.º | Pieter Vanspeybrouck  | Wanty-Groupe Gobert         | + 10 s          |
| 9.º | Trond Trondsen        | Team Coop                   | + 10 s          |
| 10.º | Kevin Deltombe        | Sport Vlaanderen-Baloise    | + 10 s          |

### 2.ª etapa
| Hønefoss - Asker | etapa escarpada | (146,6 km) |

| \| Clasificación de la etapa \| Clasificación de la etapa \| Clasificación de la etapa \| Clasificación de la etapa \| Clasificación de la etapa \| \| Ciclista \| Ciclista \| Equipo \| Tiempo \| \| \| ------------------------- \| ------------------------- \| ---------------------------- \| ------------------------- \| ------------------------- \| \| 1.º \| Edvald Boasson Hagen \| Dimension Data \| 3 h 25 min 32 s \| \| \| 2.º \| Sondre Enger \| Israel Cycling Academy \| + 0 s \| \| \| 3.º \| Alex Aranburu \| Caja Rural-Seguros RGA \| + 0 s \| \| \| 4.º \| Justin Jules \| WB-Aqua Protect-Veranclassic \| + 0 s \| \| \| 5.º \| Leonardo Basso \| Team Sky \| + 0 s \| \| \| 6.º \| Alexander Kamp \| Virtu Cycling \| + 0 s \| \| \| 7.º \| Pieter Vanspeybrouck \| Wanty-Groupe Gobert \| + 0 s \| \| \| 8.º \| Eduard Prades \| Euskadi-Murias \| + 0 s \| \| \| 9.º \| Timo Roosen \| LottoNL-Jumbo \| + 3 s \| \| \| 10.º \| Trond Trondsen \| Team Coop \| + 3 s \| \| |                      |                              |                 |
| |                      |                              |                 |
| Fuente: ProCyclingStats |                      |                              |                 |
| Clasificación de la etapa |                      |                              |                 |
| Ciclista | Ciclista             | Equipo                       | Tiempo          |
| 1.º | Edvald Boasson Hagen | Dimension Data               | 3 h 25 min 32 s |
| 2.º | Sondre Enger         | Israel Cycling Academy       | + 0 s           |
| 3.º | Alex Aranburu        | Caja Rural-Seguros RGA       | + 0 s           |
| 4.º | Justin Jules         | WB-Aqua Protect-Veranclassic | + 0 s           |
| 5.º | Leonardo Basso       | Team Sky                     | + 0 s           |
| 6.º | Alexander Kamp       | Virtu Cycling                | + 0 s           |
| 7.º | Pieter Vanspeybrouck | Wanty-Groupe Gobert          | + 0 s           |
| 8.º | Eduard Prades        | Euskadi-Murias               | + 0 s           |
| 9.º | Timo Roosen          | LottoNL-Jumbo                | + 3 s           |
| 10.º | Trond Trondsen       | Team Coop                    | + 3 s           |

| \| Clasificación general \| Clasificación general \| Clasificación general \| Clasificación general \| Clasificación general \| \| Ciclista \| Ciclista \| Equipo \| Tiempo \| \| \| --------------------- \| --------------------- \| --------------------------- \| --------------------- \| --------------------- \| \| 1.º \| Sondre Enger \| Israel Cycling Academy \| 7 h 59 min 14 s \| \| \| 2.º \| Edvald Boasson Hagen \| Dimension Data \| + 2 s \| \| \| 3.º \| Dylan Groenewegen \| LottoNL-Jumbo \| + 5 s \| \| \| 4.º \| Alex Aranburu \| Caja Rural-Seguros RGA \| + 8 s \| \| \| 5.º \| Erik Nordsæter Resell \| Uno-X Norwegian Development \| + 9 s \| \| \| 6.º \| Bjørn Tore Hoem \| Joker Icopal \| + 11 s \| \| \| 7.º \| Pieter Vanspeybrouck \| Wanty-Groupe Gobert \| + 12 s \| \| \| 8.º \| Eduard Prades \| Euskadi-Murias \| + 12 s \| \| \| 9.º \| Alexander Kamp \| Virtu Cycling \| + 12 s \| \| \| 10.º \| Andreas Vangstad \| Joker Icopal \| + 12 s \| \| |                       |                             |                 |
| |                       |                             |                 |
| Fuente: ProCyclingStats |                       |                             |                 |
| Clasificación general |                       |                             |                 |
| Ciclista | Ciclista              | Equipo                      | Tiempo          |
| 1.º | Sondre Enger          | Israel Cycling Academy      | 7 h 59 min 14 s |
| 2.º | Edvald Boasson Hagen  | Dimension Data              | + 2 s           |
| 3.º | Dylan Groenewegen     | LottoNL-Jumbo               | + 5 s           |
| 4.º | Alex Aranburu         | Caja Rural-Seguros RGA      | + 8 s           |
| 5.º | Erik Nordsæter Resell | Uno-X Norwegian Development | + 9 s           |
| 6.º | Bjørn Tore Hoem       | Joker Icopal                | + 11 s          |
| 7.º | Pieter Vanspeybrouck  | Wanty-Groupe Gobert         | + 12 s          |
| 8.º | Eduard Prades         | Euskadi-Murias              | + 12 s          |
| 9.º | Alexander Kamp        | Virtu Cycling               | + 12 s          |
| 10.º | Andreas Vangstad      | Joker Icopal                | + 12 s          |

### 3.ª etapa
| Moss - Sarpsborg | etapa llana | (176 km) |

| \| Clasificación de la etapa \| Clasificación de la etapa \| Clasificación de la etapa \| Clasificación de la etapa \| Clasificación de la etapa \| \| Ciclista \| Ciclista \| Equipo \| Tiempo \| \| \| ------------------------- \| ------------------------- \| ------------------------- \| ------------------------- \| ------------------------- \| \| 1.º \| Dylan Groenewegen \| LottoNL-Jumbo \| 4 h 09 min 16 s \| \| \| 2.º \| Edvald Boasson Hagen \| Dimension Data \| + 0 s \| \| \| 3.º \| Sondre Enger \| Israel Cycling Academy \| + 0 s \| \| \| 4.º \| Trond Trondsen \| Team Coop \| + 0 s \| \| \| 5.º \| Pieter Vanspeybrouck \| Wanty-Groupe Gobert \| + 0 s \| \| \| 6.º \| Jon Aberasturi \| Euskadi-Murias \| + 0 s \| \| \| 7.º \| Michel Kreder \| Aqua Blue Sport \| + 0 s \| \| \| 8.º \| Kristoffer Halvorsen \| Team Sky \| + 4 s \| \| \| 9.º \| Niklas Larsen \| Virtu Cycling \| + 4 s \| \| \| 10.º \| Leonardo Basso \| Team Sky \| + 4 s \| \| |                      |                        |                 |
| |                      |                        |                 |
| Fuente: ProCyclingStats |                      |                        |                 |
| Clasificación de la etapa |                      |                        |                 |
| Ciclista | Ciclista             | Equipo                 | Tiempo          |
| 1.º | Dylan Groenewegen    | LottoNL-Jumbo          | 4 h 09 min 16 s |
| 2.º | Edvald Boasson Hagen | Dimension Data         | + 0 s           |
| 3.º | Sondre Enger         | Israel Cycling Academy | + 0 s           |
| 4.º | Trond Trondsen       | Team Coop              | + 0 s           |
| 5.º | Pieter Vanspeybrouck | Wanty-Groupe Gobert    | + 0 s           |
| 6.º | Jon Aberasturi       | Euskadi-Murias         | + 0 s           |
| 7.º | Michel Kreder        | Aqua Blue Sport        | + 0 s           |
| 8.º | Kristoffer Halvorsen | Team Sky               | + 4 s           |
| 9.º | Niklas Larsen        | Virtu Cycling          | + 4 s           |
| 10.º | Leonardo Basso       | Team Sky               | + 4 s           |

| \| Clasificación general \| Clasificación general \| Clasificación general \| Clasificación general \| Clasificación general \| \| Ciclista \| Ciclista \| Equipo \| Tiempo \| \| \| --------------------- \| --------------------- \| --------------------------- \| --------------------- \| --------------------- \| \| 1.º \| Dylan Groenewegen \| LottoNL-Jumbo \| 12 h 08 min 25 s \| \| \| 2.º \| Sondre Enger \| Israel Cycling Academy \| + 1 s \| \| \| 3.º \| Edvald Boasson Hagen \| Dimension Data \| + 1 s \| \| \| 4.º \| Pieter Vanspeybrouck \| Wanty-Groupe Gobert \| + 17 s \| \| \| 5.º \| Alex Aranburu \| Caja Rural-Seguros RGA \| + 17 s \| \| \| 6.º \| Jeroen Meijers \| Roompot-Nederlandse Loterij \| + 18 s \| \| \| 7.º \| Erik Nordsæter Resell \| Uno-X Norwegian Development \| + 18 s \| \| \| 8.º \| Trond Trondsen \| Team Coop \| + 20 s \| \| \| 9.º \| Michel Kreder \| Aqua Blue Sport \| + 20 s \| \| \| 10.º \| Krister Hagen \| Team Coop \| + 20 s \| \| |                       |                             |                  |
| |                       |                             |                  |
| Fuente: ProCyclingStats |                       |                             |                  |
| Clasificación general |                       |                             |                  |
| Ciclista | Ciclista              | Equipo                      | Tiempo           |
| 1.º | Dylan Groenewegen     | LottoNL-Jumbo               | 12 h 08 min 25 s |
| 2.º | Sondre Enger          | Israel Cycling Academy      | + 1 s            |
| 3.º | Edvald Boasson Hagen  | Dimension Data              | + 1 s            |
| 4.º | Pieter Vanspeybrouck  | Wanty-Groupe Gobert         | + 17 s           |
| 5.º | Alex Aranburu         | Caja Rural-Seguros RGA      | + 17 s           |
| 6.º | Jeroen Meijers        | Roompot-Nederlandse Loterij | + 18 s           |
| 7.º | Erik Nordsæter Resell | Uno-X Norwegian Development | + 18 s           |
| 8.º | Trond Trondsen        | Team Coop                   | + 20 s           |
| 9.º | Michel Kreder         | Aqua Blue Sport             | + 20 s           |
| 10.º | Krister Hagen         | Team Coop                   | + 20 s           |

### 4.ª etapa
| Kongsvinger - Brumunddal | etapa escarpada | (218 km) |

| \| Clasificación de la etapa \| Clasificación de la etapa \| Clasificación de la etapa \| Clasificación de la etapa \| Clasificación de la etapa \| \| Ciclista \| Ciclista \| Equipo \| Tiempo \| \| \| ------------------------- \| ------------------------- \| ---------------------------- \| ------------------------- \| ------------------------- \| \| 1.º \| Dylan Groenewegen \| LottoNL-Jumbo \| 5 h 04 min 22 s \| \| \| 2.º \| Alan Banaszek \| CCC Sprandi Polkowice \| + 0 s \| \| \| 3.º \| Kristoffer Halvorsen \| Team Sky \| + 0 s \| \| \| 4.º \| Shane Archbold \| Aqua Blue Sport \| + 0 s \| \| \| 5.º \| Sondre Enger \| Israel Cycling Academy \| + 0 s \| \| \| 6.º \| Justin Jules \| WB-Aqua Protect-Veranclassic \| + 0 s \| \| \| 7.º \| Jordi Warlop \| Sport Vlaanderen-Baloise \| + 0 s \| \| \| 8.º \| Jeroen Meijers \| Roompot-Nederlandse Loterij \| + 0 s \| \| \| 9.º \| Boris Vallée \| Wanty-Groupe Gobert \| + 0 s \| \| \| 10.º \| Edvald Boasson Hagen \| Dimension Data \| + 0 s \| \| |                      |                              |                 |
| |                      |                              |                 |
| Fuente: ProCyclingStats |                      |                              |                 |
| Clasificación de la etapa |                      |                              |                 |
| Ciclista | Ciclista             | Equipo                       | Tiempo          |
| 1.º | Dylan Groenewegen    | LottoNL-Jumbo                | 5 h 04 min 22 s |
| 2.º | Alan Banaszek        | CCC Sprandi Polkowice        | + 0 s           |
| 3.º | Kristoffer Halvorsen | Team Sky                     | + 0 s           |
| 4.º | Shane Archbold       | Aqua Blue Sport              | + 0 s           |
| 5.º | Sondre Enger         | Israel Cycling Academy       | + 0 s           |
| 6.º | Justin Jules         | WB-Aqua Protect-Veranclassic | + 0 s           |
| 7.º | Jordi Warlop         | Sport Vlaanderen-Baloise     | + 0 s           |
| 8.º | Jeroen Meijers       | Roompot-Nederlandse Loterij  | + 0 s           |
| 9.º | Boris Vallée         | Wanty-Groupe Gobert          | + 0 s           |
| 10.º | Edvald Boasson Hagen | Dimension Data               | + 0 s           |

| \| Clasificación general \| Clasificación general \| Clasificación general \| Clasificación general \| Clasificación general \| \| Ciclista \| Ciclista \| Equipo \| Tiempo \| \| \| --------------------- \| --------------------- \| --------------------------- \| --------------------- \| --------------------- \| \| 1.º \| Dylan Groenewegen \| LottoNL-Jumbo \| 17 h 12 min 37 s \| \| \| 2.º \| Sondre Enger \| Israel Cycling Academy \| + 11 s \| \| \| 3.º \| Edvald Boasson Hagen \| Dimension Data \| + 11 s \| \| \| 4.º \| Alex Aranburu \| Caja Rural-Seguros RGA \| + 27 s \| \| \| 5.º \| Pieter Vanspeybrouck \| Wanty-Groupe Gobert \| + 27 s \| \| \| 6.º \| Jeroen Meijers \| Roompot-Nederlandse Loterij \| + 28 s \| \| \| 7.º \| Erik Nordsæter Resell \| Uno-X Norwegian Development \| + 28 s \| \| \| 8.º \| Trond Trondsen \| Team Coop \| + 30 s \| \| \| 9.º \| Michel Kreder \| Aqua Blue Sport \| + 30 s \| \| \| 10.º \| Eduard Prades \| Euskadi-Murias \| + 31 s \| \| |                       |                             |                  |
| |                       |                             |                  |
| Fuente: ProCyclingStats |                       |                             |                  |
| Clasificación general |                       |                             |                  |
| Ciclista | Ciclista              | Equipo                      | Tiempo           |
| 1.º | Dylan Groenewegen     | LottoNL-Jumbo               | 17 h 12 min 37 s |
| 2.º | Sondre Enger          | Israel Cycling Academy      | + 11 s           |
| 3.º | Edvald Boasson Hagen  | Dimension Data              | + 11 s           |
| 4.º | Alex Aranburu         | Caja Rural-Seguros RGA      | + 27 s           |
| 5.º | Pieter Vanspeybrouck  | Wanty-Groupe Gobert         | + 27 s           |
| 6.º | Jeroen Meijers        | Roompot-Nederlandse Loterij | + 28 s           |
| 7.º | Erik Nordsæter Resell | Uno-X Norwegian Development | + 28 s           |
| 8.º | Trond Trondsen        | Team Coop                   | + 30 s           |
| 9.º | Michel Kreder         | Aqua Blue Sport             | + 30 s           |
| 10.º | Eduard Prades         | Euskadi-Murias              | + 31 s           |

### 5.ª etapa
| Moelv - Lillehammer | etapa escarpada | (154 km) |

| \| Clasificación de la etapa \| Clasificación de la etapa \| Clasificación de la etapa \| Clasificación de la etapa \| Clasificación de la etapa \| \| Ciclista \| Ciclista \| Equipo \| Tiempo \| \| \| ------------------------- \| ------------------------- \| ---------------------------- \| ------------------------- \| ------------------------- \| \| 1.º \| Alexander Kamp \| Virtu Cycling \| 3 h 34 min 55 s \| \| \| 2.º \| Eduard Prades \| Euskadi-Murias \| + 0 s \| \| \| 3.º \| Carl Fredrik Hagen \| Joker Icopal \| + 9 s \| \| \| 4.º \| Jeroen Meijers \| Roompot-Nederlandse Loterij \| + 26 s \| \| \| 5.º \| Justin Jules \| WB-Aqua Protect-Veranclassic \| + 26 s \| \| \| 6.º \| Iván Rovni \| Gazprom-RusVelo \| + 26 s \| \| \| 7.º \| Lawrence Warbasse \| Aqua Blue Sport \| + 26 s \| \| \| 8.º \| Alex Aranburu \| Caja Rural-Seguros RGA \| + 26 s \| \| \| 9.º \| Jérôme Baugnies \| Wanty-Groupe Gobert \| + 26 s \| \| \| 10.º \| Kevin Deltombe \| Sport Vlaanderen-Baloise \| + 26 s \| \| |                    |                              |                 |
| |                    |                              |                 |
| Fuente: ProCyclingStats |                    |                              |                 |
| Clasificación de la etapa |                    |                              |                 |
| Ciclista | Ciclista           | Equipo                       | Tiempo          |
| 1.º | Alexander Kamp     | Virtu Cycling                | 3 h 34 min 55 s |
| 2.º | Eduard Prades      | Euskadi-Murias               | + 0 s           |
| 3.º | Carl Fredrik Hagen | Joker Icopal                 | + 9 s           |
| 4.º | Jeroen Meijers     | Roompot-Nederlandse Loterij  | + 26 s          |
| 5.º | Justin Jules       | WB-Aqua Protect-Veranclassic | + 26 s          |
| 6.º | Iván Rovni         | Gazprom-RusVelo              | + 26 s          |
| 7.º | Lawrence Warbasse  | Aqua Blue Sport              | + 26 s          |
| 8.º | Alex Aranburu      | Caja Rural-Seguros RGA       | + 26 s          |
| 9.º | Jérôme Baugnies    | Wanty-Groupe Gobert          | + 26 s          |
| 10.º | Kevin Deltombe     | Sport Vlaanderen-Baloise     | + 26 s          |

## Clasificaciones finales
Las clasificaciones finalizaron de la siguiente forma:

### Clasificación general
| \| Clasificación general \| Clasificación general \| Clasificación general \| Clasificación general \| Clasificación general \| \| Ciclista \| Ciclista \| Equipo \| Tiempo \| \| \| --------------------- \| --------------------- \| ---------------------------- \| --------------------- \| --------------------- \| \| 1.º \| Eduard Prades \| Euskadi-Murias \| 20 h 47 min 57 s \| \| \| 2.º \| Alexander Kamp \| Virtu Cycling \| + 3 s \| \| \| 3.º \| Edvald Boasson Hagen \| Dimension Data \| + 12 s \| \| \| 4.º \| Carl Fredrik Hagen \| Joker Icopal \| + 21 s \| \| \| 5.º \| Alex Aranburu \| Caja Rural-Seguros RGA \| + 28 s \| \| \| 6.º \| Jeroen Meijers \| Roompot-Nederlandse Loterij \| + 29 s \| \| \| 7.º \| Justin Jules \| WB-Aqua Protect-Veranclassic \| + 32 s \| \| \| 8.º \| Jonas Koch \| CCC Sprandi Polkowice \| + 35 s \| \| \| 9.º \| Aritz Bagües \| Euskadi-Murias \| + 35 s \| \| \| 10.º \| Iván Rovni \| Gazprom-RusVelo \| + 35 s \| \| |                      |                              |                  |
| |                      |                              |                  |
| Fuente: ProCyclingStats |                      |                              |                  |
| Clasificación general |                      |                              |                  |
| Ciclista | Ciclista             | Equipo                       | Tiempo           |
| 1.º | Eduard Prades        | Euskadi-Murias               | 20 h 47 min 57 s |
| 2.º | Alexander Kamp       | Virtu Cycling                | + 3 s            |
| 3.º | Edvald Boasson Hagen | Dimension Data               | + 12 s           |
| 4.º | Carl Fredrik Hagen   | Joker Icopal                 | + 21 s           |
| 5.º | Alex Aranburu        | Caja Rural-Seguros RGA       | + 28 s           |
| 6.º | Jeroen Meijers       | Roompot-Nederlandse Loterij  | + 29 s           |
| 7.º | Justin Jules         | WB-Aqua Protect-Veranclassic | + 32 s           |
| 8.º | Jonas Koch           | CCC Sprandi Polkowice        | + 35 s           |
| 9.º | Aritz Bagües         | Euskadi-Murias               | + 35 s           |
| 10.º | Iván Rovni           | Gazprom-RusVelo              | + 35 s           |

### Clasificación por puntos
| Clasificación por puntos | Clasificación por puntos | Clasificación por puntos     | Clasificación por puntos | Clasificación por puntos |
| Ciclista                 | Ciclista                 | Equipo                       | Puntos                   |                          |
| ------------------------ | ------------------------ | ---------------------------- | ------------------------ | ------------------------ |
| 1.º                      | Sondre Enger             | Israel Cycling Academy       | 52 pts                   |                          |
| 2.º                      | Jeroen Meijers           | Roompot-Nederlandse Loterij  | 38 pts                   |                          |
| 3.º                      | Edvald Boasson Hagen     | Dimension Data               | 35 pts                   |                          |
| 4.º                      | Justin Jules             | WB-Aqua Protect-Veranclassic | 35 pts                   |                          |
| 5.º                      | Trond Trondsen           | Team Coop                    | 29 pts                   |                          |
| 6.º                      | Alexander Kamp           | Virtu Cycling                | 25 pts                   |                          |
| 7.º                      | Eduard Prades            | Euskadi-Murias               | 22 pts                   |                          |
| 8.º                      | Alex Aranburu            | Caja Rural-Seguros RGA       | 22 pts                   |                          |
| 9.º                      | Kevin Deltombe           | Sport Vlaanderen-Baloise     | 16 pts                   |                          |
| 10.º                     | Carl Fredrik Hagen       | Joker Icopal                 | 13 pts                   |                          |

### Clasificación de la montaña
| Clasificación de la montaña | Clasificación de la montaña | Clasificación de la montaña | Clasificación de la montaña | Clasificación de la montaña |
| Ciclista                    | Ciclista                    | Equipo                      | Puntos                      |                             |
| --------------------------- | --------------------------- | --------------------------- | --------------------------- | --------------------------- |
| 1.º                         | Øivind Lukkedal             | Team Coop                   | 23 pts                      |                             |
| 2.º                         | David López García          | Team Sky                    | 12 pts                      |                             |
| 3.º                         | Carl Fredrik Hagen          | Joker Icopal                | 10 pts                      |                             |
| 4.º                         | Andreas Vangstad            | Joker Icopal                | 10 pts                      |                             |
| 5.º                         | Eduard Prades               | Euskadi-Murias              | 9 pts                       |                             |
| 6.º                         | Krister Hagen               | Team Coop                   | 8 pts                       |                             |
| 7.º                         | Alexander Kamp              | Virtu Cycling               | 8 pts                       |                             |
| 8.º                         | Lawrence Warbasse           | Aqua Blue Sport             | 7 pts                       |                             |
| 9.º                         | Dries Van Gestel            | Sport Vlaanderen-Baloise    | 6 pts                       |                             |
| 10.º                        | Torkil Veyhe                | Virtu Cycling               | 6 pts                       |                             |

### Clasificación de los jóvenes
| Clasificación del mejor joven | Clasificación del mejor joven | Clasificación del mejor joven | Clasificación del mejor joven | Clasificación del mejor joven |
| Ciclista                      | Ciclista                      | Equipo                        | Tiempo                        |                               |
| ----------------------------- | ----------------------------- | ----------------------------- | ----------------------------- | ----------------------------- |
| 1.º                           | Jesper Schultz                | Virtu Cycling                 | 20 h 51 min 09 s              |                               |
| 2.º                           | Niklas Larsen                 | Virtu Cycling                 | + 1 min 13 s                  |                               |
| 3.º                           | Abram Stockman                | Tarteletto-Isorex             | + 2 min 02 s                  |                               |
| 4.º                           | Milan Menten                  | Sport Vlaanderen-Baloise      | + 2 min 58 s                  |                               |
| 5.º                           | Vincenzo Albanese             | Bardiani CSF                  | + 4 min 21 s                  |                               |
| 6.º                           | Håkon Aalrust                 | Team Coop                     | + 7 min 45 s                  |                               |
| 7.º                           | Syver Wærsted                 | Uno-X Norwegian Development   | + 23 min 25 s                 |                               |

### Clasificación por equipos
| Clasificación por equipos | Clasificación por equipos     | Clasificación por equipos | Clasificación por equipos |
| Equipo                    | Equipo                        | Tiempo                    |                           |
| ------------------------- | ----------------------------- | ------------------------- | ------------------------- |
| 1.º                       | Caja Rural-Seguros RGA        | 62 h 26 min 10 s          |                           |
| 2.º                       | Euskadi Basque Country-Murias | + 1 min 35 s              |                           |
| 3.º                       | Team Joker Icopal             | + 1 min 53 s              |                           |
| 4.º                       | Roompot-Nederlandse Loterij   | + 3 min 08 s              |                           |
| 5.º                       | WB-Aqua Protect-Veranclassic  | + 3 min 31 s              |                           |
| 6.º                       | Gazprom-RusVelo               | + 4 min 34 s              |                           |
| 7.º                       | Virtu Cycling                 | + 5 min 29 s              |                           |
| 8.º                       | Coop                          | + 6 min 21 s              |                           |
| 9.º                       | Sport Vlaanderen-Baloise      | + 9 min 38 s              |                           |
| 10.º                      | Lotto NL-Jumbo                | + 10 min 43 s             |                           |

## Evolución de las clasificaciones
| Etapa                   | Vencedor                | Clasificación general | Clasificación por puntos | Clasificación de la montaña | Clasificación de los jóvenes | Clasificación por equipos     |
| ----------------------- | ----------------------- | --------------------- | ------------------------ | --------------------------- | ---------------------------- | ----------------------------- |
| 1.ª                     | Dylan Groenewegen       | Dylan Groenewegen     | Dylan Groenewegen        | Øivind Lukkedahl            | Erik Nordsæter Resell        | Sport Vlaanderen-Baloise      |
| 2.ª                     | Edvald Boasson Hagen    | Sondre Enger          | Sondre Enger             | Øivind Lukkedahl            | Erik Nordsæter Resell        | WB-Aqua Protect-Veranclassic  |
| 3.ª                     | Dylan Groenewegen       | Dylan Groenewegen     | Sondre Enger             | Øivind Lukkedahl            | Erik Nordsæter Resell        | Euskadi Basque Country-Murias |
| 4.ª                     | Dylan Groenewegen       | Dylan Groenewegen     | Sondre Enger             | Øivind Lukkedahl            | Erik Nordsæter Resell        | Coop                          |
| 5.ª                     | Alexander Kamp          | Eduard Prades         | Sondre Enger             | Øivind Lukkedahl            | Jesper Schultz               | Caja Rural-Seguros RGA        |
| Clasificaciones finales | Clasificaciones finales | Eduard Prades         | Sondre Enger             | Øivind Lukkedahl            | Jesper Schultz               | Caja Rural-Seguros RGA        |

## UCI World Ranking
El Tour de Noruega otorga puntos para el UCI Europe Tour 2018 y el UCI World Ranking, este último para corredores de los equipos en las categorías UCI WorldTeam, Profesional Continental y Equipos Continentales. Las siguientes tablas muestran el baremo de puntuación y los 10 corredores que obtuvieron más puntos:
| Posición              | 1.º | 2.º | 3.º | 4.º | 5.º | 6.º | 7.º | 8.º | 9.º | 10.º | 11.º | 12.º | 13.º | 14.º | 15.º | 16.º-30.º | 31.º-40.º |
| Clasificación general | 200 | 150 | 125 | 100 | 85  | 70  | 60  | 50  | 40  | 35   | 30   | 25   | 20   | 15   | 10   | 5         | 3         |
| Por etapa             | 20  | 10  | 5   |     |     |     |     |     |     |      |      |      |      |      |      |           |           |
| Líder                 | 5   |     |     |     |     |     |     |     |     |      |      |      |      |      |      |           |           |

| Clasificación | Clasificación        | Clasificación                 | Clasificación | Clasificación | Clasificación | Clasificación |
| Posición      | Ciclista             | Equipo                        | General       | Etapa         | Líder         | Total         |
| ------------- | -------------------- | ----------------------------- | ------------- | ------------- | ------------- | ------------- |
| 1.º           | Eduard Prades        | Euskadi Basque Country-Murias | 200           | 10            | -             | 210           |
| 2.º           | Alexander Kamp       | Virtu                         | 150           | 20            | -             | 170           |
| 3.º           | Edvald Boasson Hagen | Dimension Data                | 125           | 30            | -             | 155           |
| 4.º           | Carl Fredrik Hagen   | Joker Icopal                  | 100           | 5             | -             | 105           |
| 5.º           | Alex Aranburu        | Caja Rural-Seguros RGA        | 85            | 5             | -             | 90            |
| 6.º           | Dylan Groenewegen    | LottoNL-Jumbo                 | -             | 60            | 15            | 75            |
| 7.º           | Jeroen Meijers       | Roompot-Nederlandse Loterij   | 70            | -             | -             | 70            |
| 8.º           | Justin Jules         | WB-Aqua Protect-Veranclassic  | 60            | -             | -             | 60            |
| 9.º           | Jonas Koch           | CCC Sprandi Polkowice         | 50            | -             | -             | 50            |
| 10.º          | Aritz Bagües         | Euskadi Basque Country-Murias | 40            | -             | -             | 40            |